# جيمي ستاف
جيمي ستاف (بالإنجليزية: Jamie Staff) مواليد 30 أبريل 1973 في كنت، إنجلترا، هو دراج إنجليزي سابق. تنافس في سباقات بي إم إكس ثم لاحقا في سباق الدراجات على المضمار. سبق أن شارك في دورة الألعاب الأولمبية الصيفية وفاز بميدالية أولمبية.

## الميداليات
| الميدالية | المسابقة                       |
| --------- | ------------------------------ |
| ذهبية     | الألعاب الأولمبية الصيفية 2008 |
| برونزية   | دورة ألعاب الكومنولث 2002      |

## روابط خارجية
- جيمي ستاف على موقع الاتحاد الدولي للدراجات (الإنجليزية)
- جيمي ستاف على موقع أرشيف الدراجات (الإنجليزية)
- جيمي ستاف على موقع CycleBase (الإنجليزية)
- جيمي ستاف على موقع أوليمبيديا (الإنجليزية)
- جيمي ستاف على موقع اللجنة الأولمبية البريطانية (الإنجليزية)
- جيمي ستاف على موقع اتحاد ألعاب الكومنولث (مؤرشف) (الإنجليزية)
- جيمي ستاف على موقع دورة ألعاب الكومنولث 2006 (مؤرشف) (الإنجليزية)